# Roland Brogli

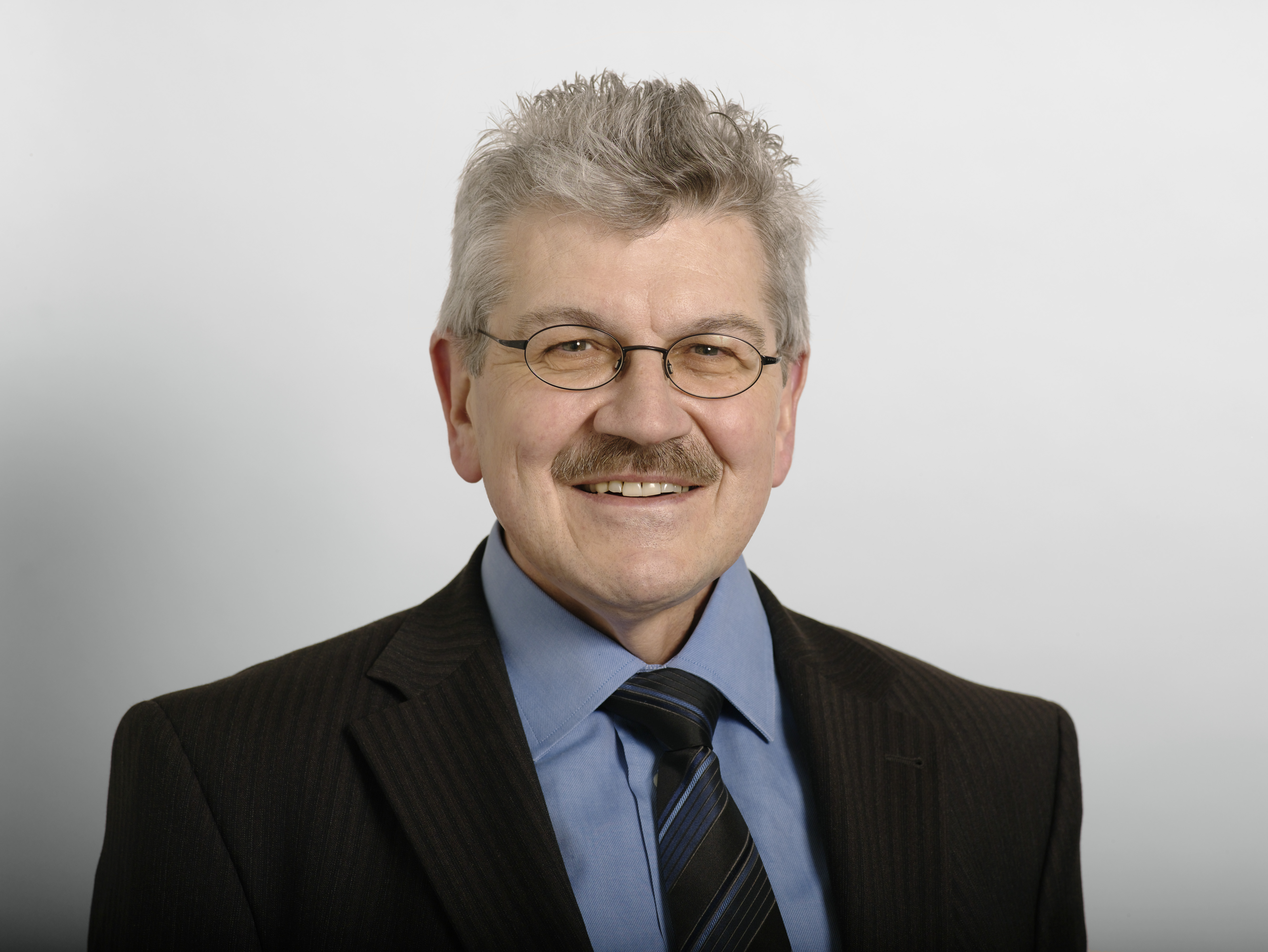
Roland Brogli (2008)

Roland Brogli (* 11. Juni 1951; † 12. Juni 2017; heimatberechtigt in Zeiningen) war ein Schweizer Politiker (CVP) und Regierungsrat des Kantons Aargau.
Brogli war von 1973 bis 1974 Studentenratspräsident der Universität Freiburg und Mitglied im Zentralkomitee des Schweizerischen Studentenvereins. Von 1984 bis 1989 war er im Gemeinderat in Zeiningen, danach im Grossen Rat des Kantons Aargau, wo er unter anderem Mitglied der Geschäftsprüfungskommission und der Justizkommission war. Von 2001 bis 2016 war er Mitglied des Regierungsrates des Kantons Aargau und stand dem Departement Finanzen und Ressourcen vor. Ein halbes Jahr nach seinem Rücktritt starb er im Alter von 66 Jahren an einer Hirnblutung.
Roland Brogli lebte in Zeiningen und war verheiratet.